# Dokumenty osobiste
Dokumenty osobiste – w metodologii badań społecznych wszystkie dokumenty, które wyrażają osobiste cechy ich autora w sposób na tyle wyraźny, że czytelnik może poznać jego stosunek do zdarzeń, których dany dokument dotyczy. 
Zalicza się do nich przede wszystkim:
- listy
- wyznania
- autobiografie
- pamiętniki
- dzienniki.

Dokumenty osobiste pierwotnie kojarzone były głównie z listami, pamiętnikami, autobiografiami, jednak ze względu na rozwój metod i technik środków masowego komunikowania, związanych z rewolucją technologiczną, opinie autorów dotyczących swojego życia osobistego, a także przyjmowane przez nich postawy, pojawiły się w czasopismach, w internecie (blogi, fora), stając się źródłem wydarzeń z życia osobistego autorów. Zgoda, chęć na publikowanie swoich wyznań dotyczących spraw prywatnych, może być motywowana nie tylko względami ekonomicznymi czy ideologicznymi, ale również okazją publicznego ekshibicjonizmu, dania świadectwa swojego życia, swoistej publicznej "spowiedzi" lub ukazania prawdy w celu wyrównania doznanych krzywd lub zdementowania nieprawdziwych historii. 
Szczególnie ważną rolę pełnią dokumenty osobiste w metodzie biograficznej.